# تیم ملی فوتبال زنان رومانی
تیم ملی فوتبال زنان رومانی (انگلیسی: Romania women's national football team) نماینده فوتبال زنان این کشور در سطح جهانی است.